# Werner Raab

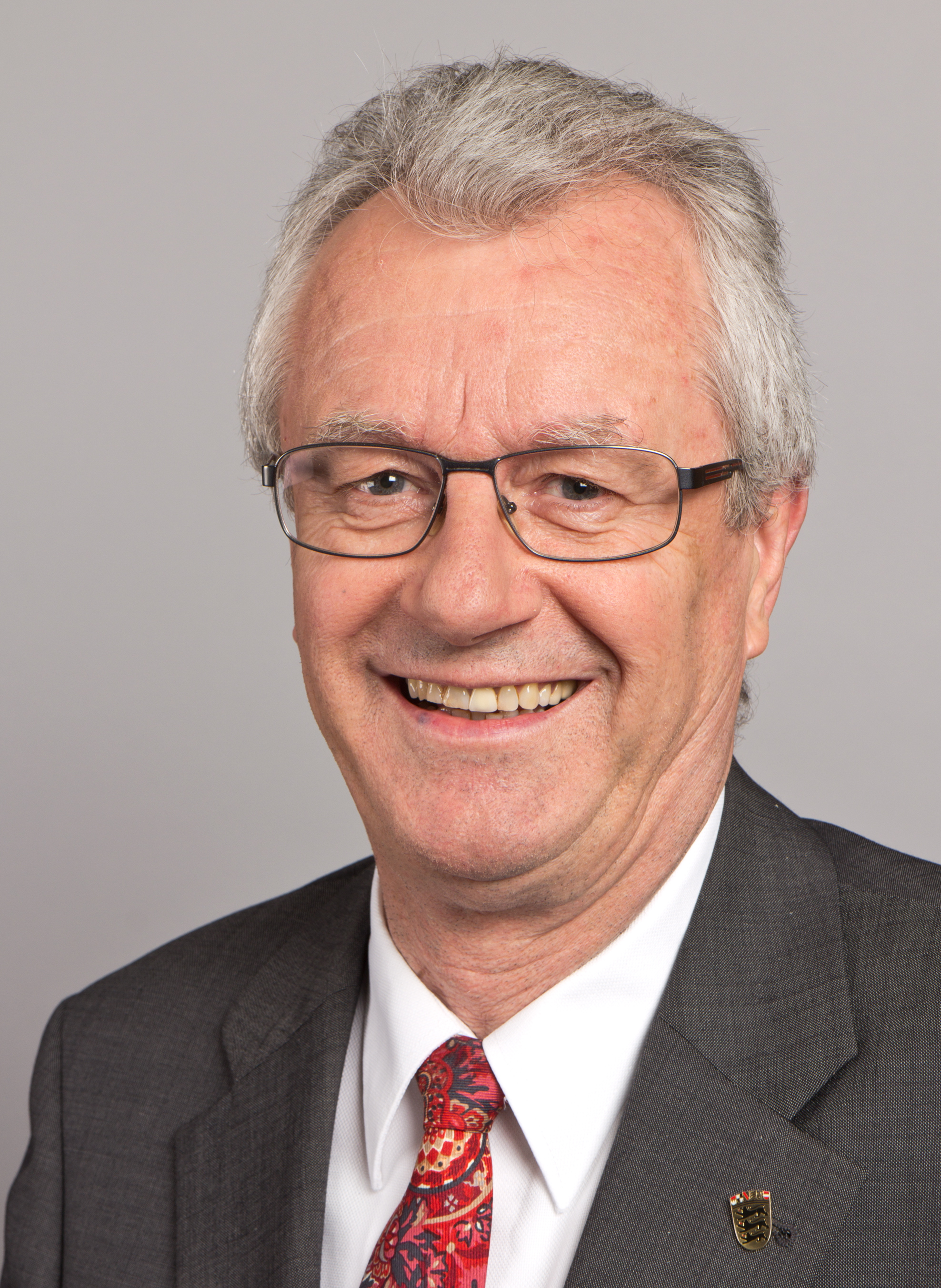
Werner Raab, 2013

Werner Raab (* 8. Juni 1947 in Bruchsal) ist ein deutscher Politiker (CDU).

## Leben und Beruf
Nach dem Schulabschluss absolvierte Raab eine Ausbildung zum Bankkaufmann und anschließend eine Ausbildung zum Diplom-Verwaltungswirt (FH) im gehobenen Verwaltungsdienst bei der Stadt Bruchsal. 1971–75 war er dort Leiter des Baurechtsamts. Von 1975 bis 1988 war er als stellvertretender Leiter des Hauptamts beim Landratsamt des Landkreises Karlsruhe tätig. Danach war er bis 1992 Referent im Ministerium für Umwelt, Naturschutz und Verkehr Baden-Württemberg und bis 1996 persönlicher Referent bei Staatsminister Erwin Vetter. Bei der Regierungsumbildung folgte er Vetter in das Sozialministerium und leitete ein Jahr das Ministerbüro. Werner Raab ist verheiratet und hat zwei Kinder.

## Politik
1997 wurde Raab zum ersten Beigeordneten der Stadt Ettlingen gewählt. Er übte das Amt bis 2005 aus. Seit 1999 ist er Mitglied des Kreistages des Landkreises Karlsruhe und der Verbandsversammlung des Verbands Region Karlsruhe. 2006 wurde Raab in den Landtag von Baden-Württemberg gewählt und gehörte diesem bis 2016 an. Er vertrat den Wahlkreis 31 (Ettlingen).
2007 geriet Raab in die Kritik, als er die Initiatoren einer Gegendemonstration gegen eine geplante Neonazidemonstration als „linksextreme Gruppe“ bezeichnete.